# Operazione Plowshare

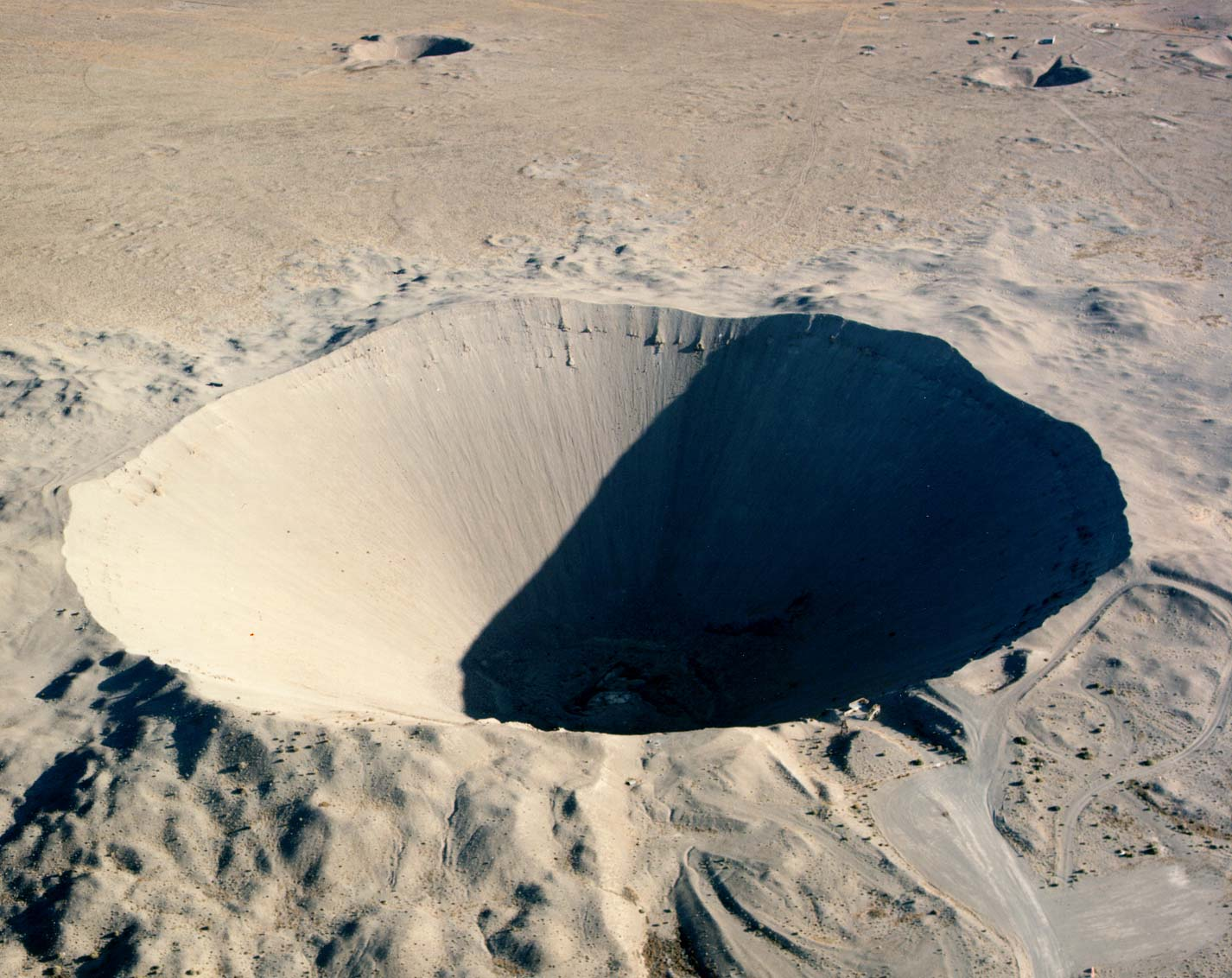
Un cratere di 100 metri di profondità e largo 390 metri provocato dallo spostamento di 12 milioni di tonnellate di terra (1962)

L'operazione o progetto Plowshare (in inglese «operazione vomere») è stato uno studio promosso dalla Atomic Energy Commission (AEC) alla fine degli anni cinquanta, per indagare la possibilità di utilizzare esplosioni atomiche a scopi pacifici.

## Obiettivi
Alcuni scienziati, tra i quali il famoso fisico Edward Teller, pensarono di far detonare una serie di bombe atomiche per scavare un canale che prendesse il posto di quello di Panama (la prevista via d'acqua fu battezzata Canale panatomico). Altri presero in considerazione l'impiego di questi ordigni per scavare porti in Alaska o per estrarre petrolio dai depositi canadesi. La AEC arrivò a sottoporre a verifica il progetto effettuando una serie di esplosioni nucleari sotterranee in Nevada, Colorado e Nuovo Messico. I paesi dell'America Centrale, tuttavia, non vollero saperne del Canale panatomico, e negli anni settanta il Progetto Plowshare fu sepolto senza molti rimpianti (ma non senza aver causato lo spreco di circa 160 milioni di dollari).